# Lipotriches vicina
Lipotriches vicina är en biart som först beskrevs av Hermann Stadelmann 1897.
Lipotriches vicina ingår i släktet Lipotriches och familjen vägbin. Inga underarter finns listade i Catalogue of Life.